# Dabola (prefektura)
Dabola – prefektura w środkowej części Gwinei, w regionie Faranah. Zajmuje powierzchnię 6350 km². W 1996 roku liczyła ok. 111 tys. mieszkańców. Siedzibą administracyjną prefektury jest miejscowość Dabola.

## Galeria

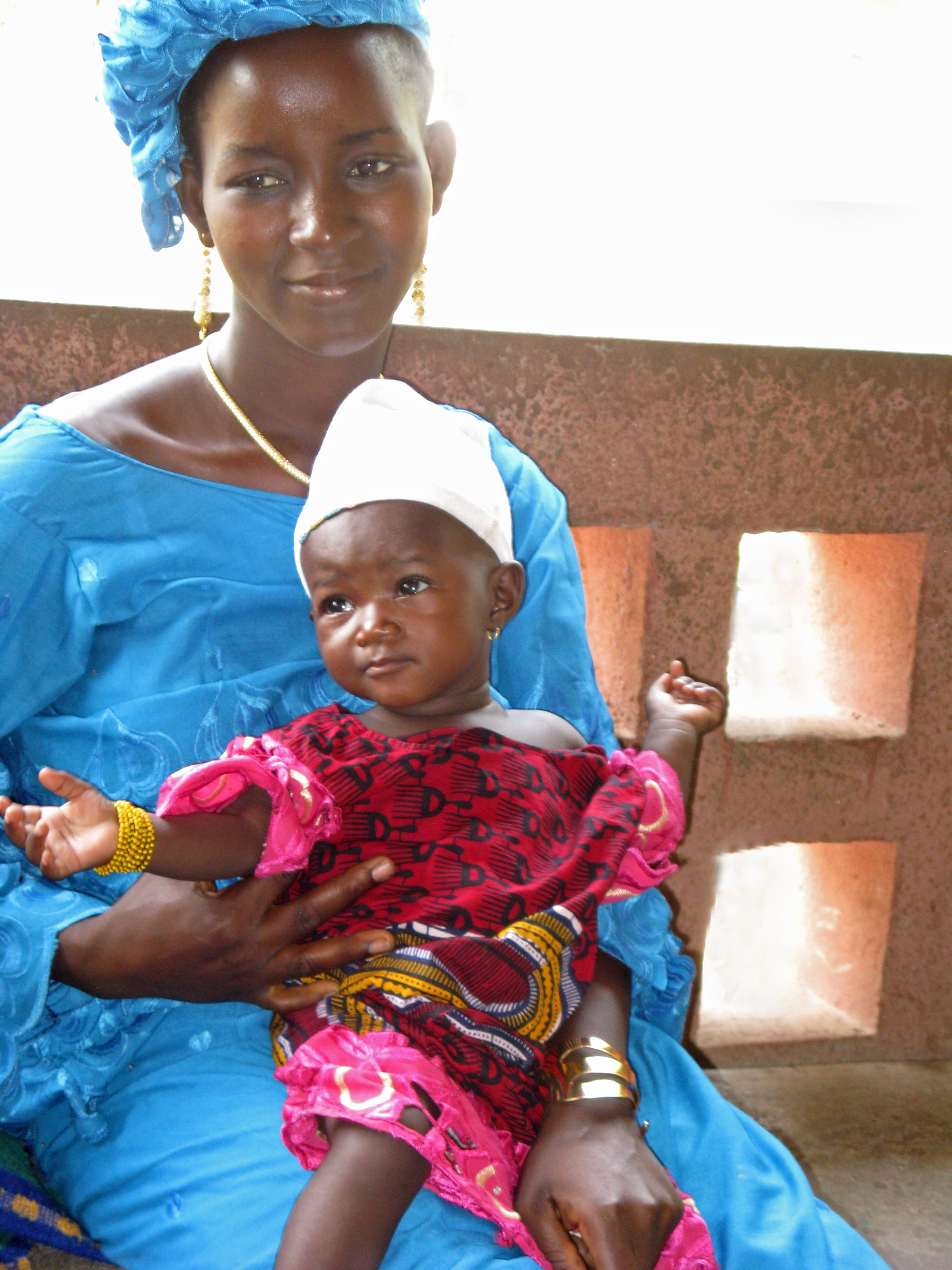
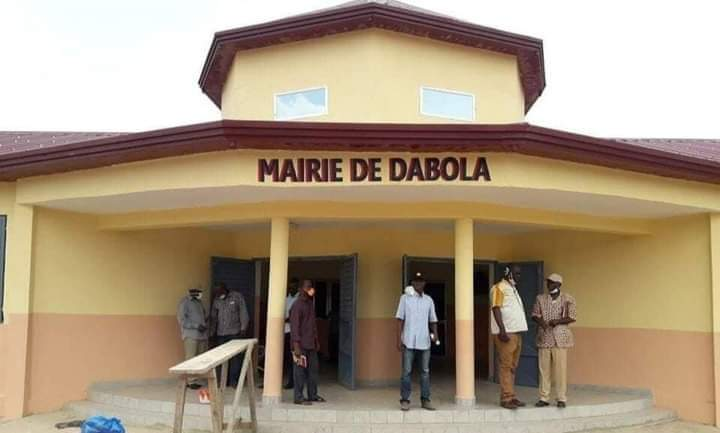
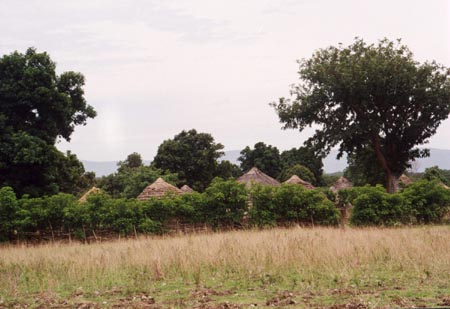
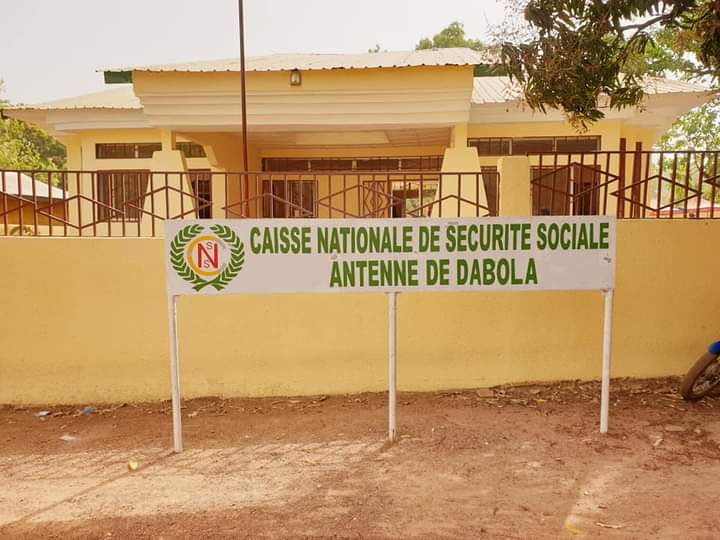